# Garelli Gulp
Die Garelli Gulp war ein in verschiedenen Ausführungen produziertes Mofa, später Moped des italienischen Herstellers Garelli. Das Modell wurde zwischen 1967 und 1978 gefertigt und zählt zu den erfolgreichsten Fahrzeugen des Herstellers. Es zeichnete sich durch seine solide Bauweise, einfache Technik und vielseitige Modellvarianten aus.

## Geschichte
Die erste Version der Garelli Gulp wurde 1967 vorgestellt. Im Laufe der Jahre wurde das Modell technisch kontinuierlich weiterentwickelt. Ab 1968 kamen Varianten wie die Gulp Flex, die Gulp Matic mit Zweigang-Automatik sowie die Gulp 3V mit manuellem Dreiganggetriebe und sportlicherem Lenker hinzu.
Der Motor wurde im Verlauf der Produktion mehrmals verbessert, unter anderem durch modernere Gehäuseteile und überarbeitete Zylinderköpfe. Ende der 1970er-Jahre wurde die Gulp-Reihe von der neuen Serie Garelli Vip abgelöst.

## Technische Daten
| Merkmal               | Garelli Gulp Flex (1968)                 |
| --------------------- | ---------------------------------------- |
| Motor                 | 2-Takt, Einzylinder, luftgekühlt         |
| Hubraum               | 49 cm³                                   |
| Bohrung × Hub         | 40 mm × 39 mm                            |
| Verdichtung           | 7 : 1                                    |
| Leistung              | 1,4 kW (1,9 PS) bei 5250/min             |
| Zündung               | Magnetzündung 6V 18W                     |
| Vergaser              | Dell’Orto SHA 14/12                      |
| Schmierung            | Mischung 1:25 (Öl-Benzin-Gemisch)        |
| Kupplung              | automatische Fliehkraftkupplung im Ölbad |
| Getriebe              | Monomarcia (1-Gang, Automatik)           |
| Antrieb               | Kette                                    |
| Startsystem           | Pedale                                   |
| Rahmen                | Stahlrohrrahmen                          |
| Vorderradaufhängung   | Teleskopgabel                            |
| Hinterradaufhängung   | Hinterradschwinge mit Stoßdämpfer        |
| Reifen                | 2 × 16" (2,25 × 16)                      |
| Bremsen               | Trommelbremse vorne und hinten           |
| Gewicht               | 41,5 kg                                  |
| Höchstgeschwindigkeit | 40 km/h                                  |
| Verbrauch             | ca. 2,0 l/100 km                         |
| Tankinhalt            | 4,5 Liter                                |

## Varianten
- Gulp Flex – mit neuartiger Teleskopgabel
- Gulp Matic – automatische Zweigangversion
- Gulp 3V – 3-Gang-Handschaltung